# Suena con Paz
Suena con Paz  es el proyecto solista de la cantautora argentina Paz Balpreda, creado en 2009 en La Plata, que navega en el soul y pop.

## Trayectoria
Desde que tenía 13 años escribía sus canciones. Balpreda viajó a la ciudad de La Plata en el año 2006 para estudiar en la universidad y allí comenzó a formar parte de bandas y a trabajar haciendo arreglos de voces para proyectos de rock, pop y jazz. Siguió escribiendo canciones y comenzó a tocarlas en formato acústico en el año 2008. Un año más tarde, comenzó a usar el nombre Suena con Paz para registrar sus canciones en la Sede de Autores y Compositores. Se ha presentado en diferentes formatos, como soul clásico, acústico o incluyendo pasajes coreográficos. Mercedes Sosa, Adriana Varela, Aretha Franklin y Etta James son algunas de las influencias del proyecto de Balpreda.
Entre 2010 y 2012, de manera autogestionada, grabó su primer disco de estudio, Soul, con canciones de swing, jazz, tango y folclore argentino. Este trabajo se distribuyó como una edición limitada que vendió en sus conciertos. En 2014 lanzó un disco de versiones llamado Charly Groove y un año más tarde tocó en el Teatro Café Concert de La Plata junto a los músicos argentinos Gillespi y Javier Malosetti. En septiembre de 2015, Suena con Paz abrió el evento Noche Internacional de La Luna en el Planetario Ciudad de La Plata.
En julio de 2016 realizó un concierto en el Teatro Argentino de La Plata con el músico argentino Willy Crook. De este espectáculo, se editaron los registros en vivo del sencillo Tiempos Live, incluido en el disco Soul y Momento Posmo Live. Por otro lado, en 2017 y a dúo Crook, hizo una versión en vivo de la canción Ain´t no sunshine de Bill Withers.
Su segundo disco, UP fue lanzado en 2018, contó con la producción artística de Agustín Della Croce y se caracteriza por un sonido moderno y urbano. Además, se convirtió en una performance que incluye algunas coreografías. Con este espectáculo, abrió el Festival Ciudad Emergente de Buenos Aires, en 2019. El videoclip del sencillo Up se grabó en los valles calchaquíes.
En 2020, lanzó los sencillos Como un loop, Dejarse llevar, y Vamos, que se incluyeron en el vinilo del disco UP. En 2021, publicó los sencillos Mentira y Mentira Remix, cuyo videoclip muestra a Balpreda como bailarina; y editó Dámelo, del género afrobeat. Hacia el 2022 lanzó una canción que fusiona el tango con la música urbana titulada Fuego Porteño, con la cual ganó el Europe Video Music Awards a la categoría Best Latin Music Video, y por segundo año consecutivo durante el 2024 fue galardonada por el mismo Festival, tras el lanzamiento de su canción Elevados en representación a la cultura latina. 
En 2023 Paz Balpreda con su proyecto solista Suena con Paz abrió La Noche de Los Museos en la Usina del Arte, Ciudad Autónoma de Buenos y durante el 2024 brindó un concierto a sala llena en el Café Berlín de Buenos Aires. Actualmente continúa presentándose en vivo y editando nueva música que va anunciando en sus redes sociales. 

## Discografía

#### Álbumes de estudio
- 2012 - Soul[24]
- 2014 - Charly Groove

#### EP
- 2020 - UP[25]

#### Sencillos
- 2017 - Tiempos en vivo[26]
- 2017 - Momento posmo en vivo [27]
- 2020 - Como un loop [28]
- 2020 - Dejarse llevar [29]
- 2020 - Vamos[30]
- 2021 - Mentira [31]
- 2021 - Dámelo[32]
- 2022 - Fuego Porteño[33]
- 2022 - Cara
- 2023 - Vos
- 2024 - Imán
- 2024 - Elevados[34]

#### Remixes
- 2020 - Tiempos Remix[35]
- Mentira Remix[36]

## Premios
- 2023 - Fuego Porteño, Best Latin Music Video, Europe Video Music Awards.
- 2023- Fuego Porteño, Best South American Music Video, Prague Music Video Awards.
- 2024- Elevados, Best Latin Music Video, Europe Video Music Awards.